# União das Freguesias de Freitas e Vila Cova
Die União das Freguesias de Freitas e Vila Cova ist eine portugiesische Gemeinde (Freguesia) im Kreis (Concelho) Fafe, Distrikt Braga, im Nordwesten Portugals.

## Geschichte
Die Gemeinde entstand im Zuge der Gebietsreform vom 29. September 2013 durch die Zusammenlegung der ehemaligen Gemeinden Freitas und Vila Cova.
Freitas wurde Sitz der neuen Verwaltung.

## Demographie

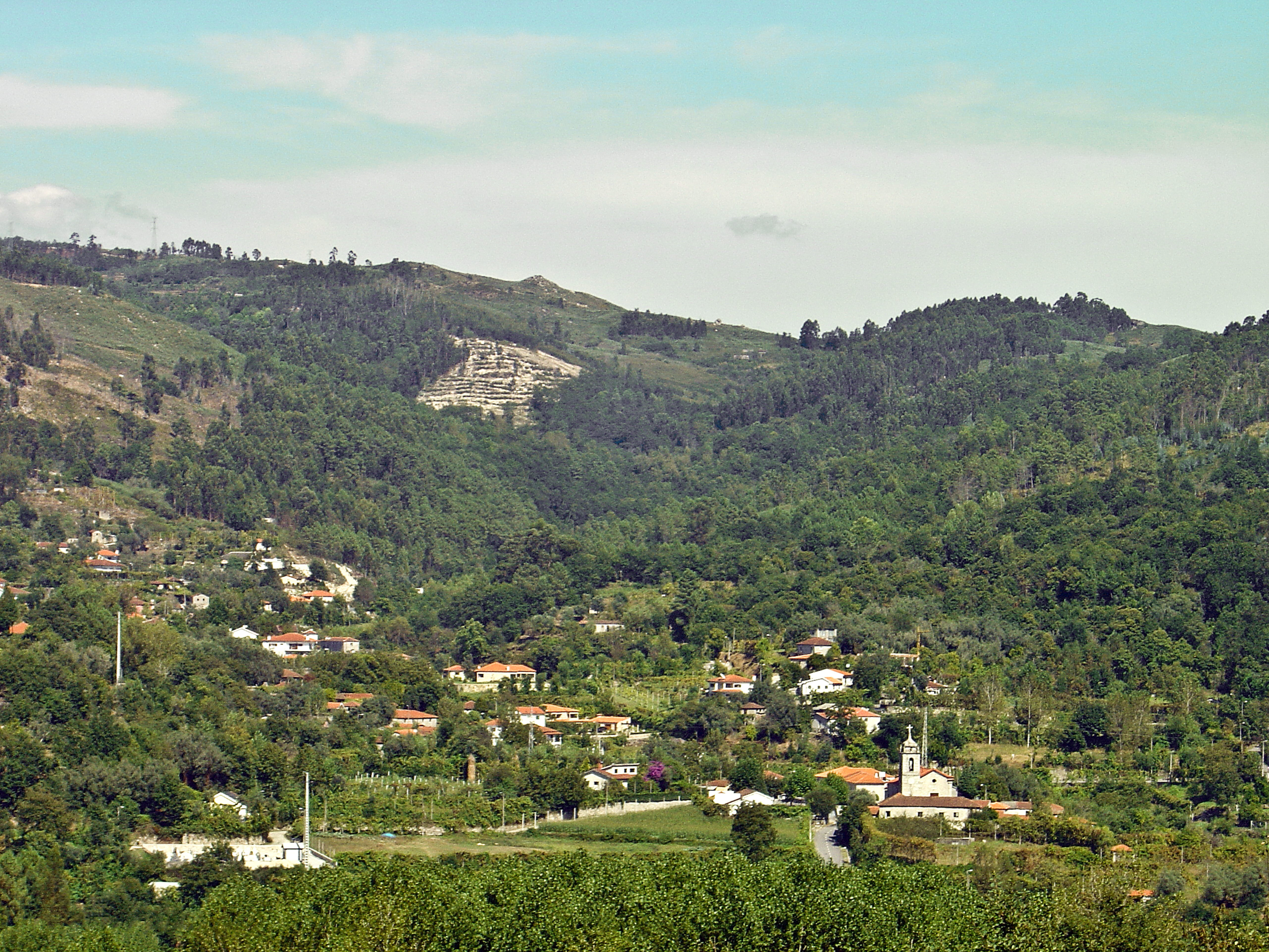
Vila Cova

| Freguesia | Freguesia           | Freguesia | Freguesia       | ehemalige Freguesias | ehemalige Freguesias | ehemalige Freguesias | ehemalige Freguesias |
| --------- | ------------------- | --------- | --------------- | -------------------- | -------------------- | -------------------- | -------------------- |
| Wappen    | Freguesia           | Einwohner | Fläche in (km²) | Wappen               | Freguesia            | Einwohner            | Fläche in (km²)      |
|           | Freitas e Vila Cova | 748       | 11,48           |                      | Freitas              | 585                  | 6,61                 |
|           | Freitas e Vila Cova | 748       | 11,48           | Vila Cova            | 219                  | 4,87                 |                      |